# Saint-Léomer
Saint-Léomer é uma comuna francesa na região administrativa da Nova Aquitânia, no departamento de Vienne. Estende-se por uma área de 28,67 km². Em 2010 a comuna tinha 183 habitantes (densidade: 6,4 hab./km²).